# Lac du Grand Ban
Le lac du Grand Ban est un lac de montagne de France situé dans les Alpes, dans le massif des Cerces, au nord-est des cols du Galibier et du Lautaret et au sud-ouest du mont Thabor.
Avec le lac Rond situé juste à l'est, il occupe le fond d'une petite dépression endoréique délimitée au nord-ouest par le pic de l'Aigle des rochers de la Grande Paré et la pointe de la Plagnette, au nord par le col de la Plagnette, au nord-est par l'aiguille Noire, à l'est par le seuil des Rochilles, au sud-est par la pointe des Blanchets, au sud par le col des Cerces, au sud-ouest par la pointe de la Fourche et à l'ouest par le col des Rochilles. Le lac constitue un but populaire de randonnée au départ de la vallée de la Valloirette à l'ouest ou de celle de la Clarée au sud-est via différents sentiers de randonnée dont le GR 57 et le GRP Tour du Mont Thabor.

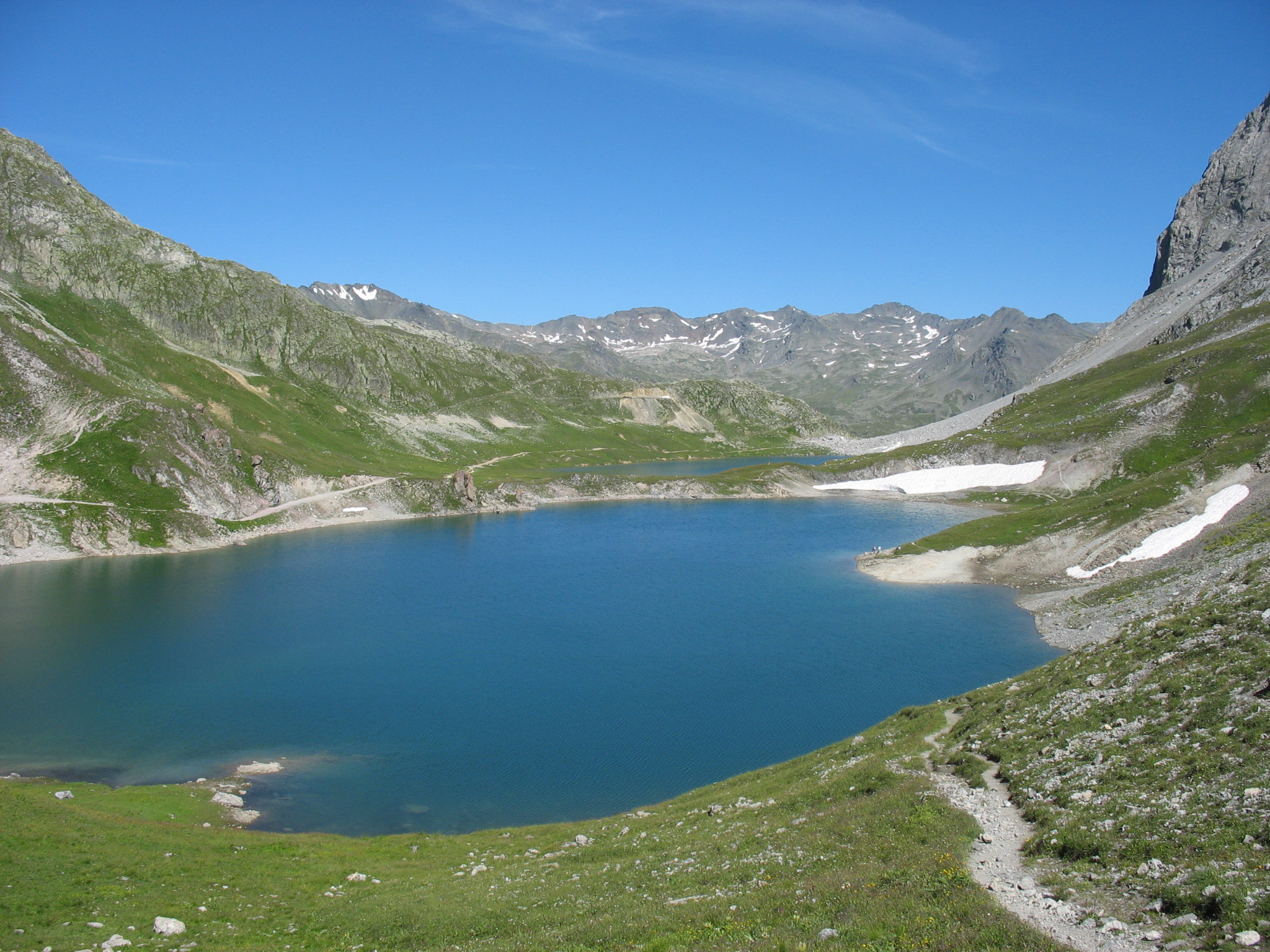
Le lac du Grand Ban (premier plan) et le lac Rond (second plan) vu depuis le col des Rochilles à l'ouest.

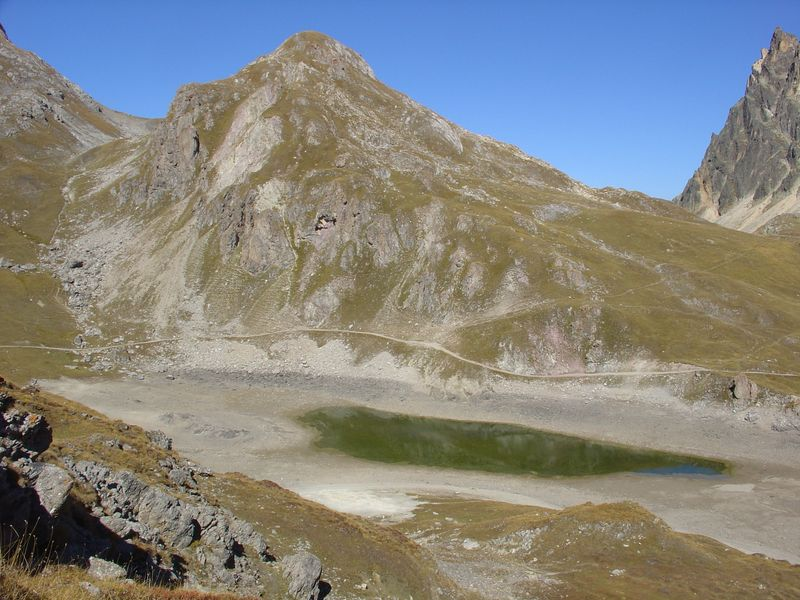
Le lac du Grand Ban en période de basses eaux dominé par la pointe de la Plagnette en septembre.